# Phrurotimpus chamberlini
Phrurotimpus chamberlini là một loài nhện trong họ Phrurolithidae.
Loài này thuộc chi Phrurotimpus. Phrurotimpus chamberlini được Ehrenfried Schenkel-Haas miêu tả năm 1950.